# بن نويزان (نرغسان)
بن نویزان (بالفارسية: بن نویزان) هي قرية تقع في إيران في قسم نرغسان الریفي. يقدر عدد سكانها بـ 0 نسمة بحسب إحصاء 2016.